# Gene Siskel
Eugene Kal «Gene» Siskel (26 de enero de 1946 - 20 de febrero de 1999) fue un crítico estadounidense de cine y periodista del Chicago Tribune. Los diferentes programas sobre análisis de películas de estreno que realizó desde 1975 a 1998 junto a su colega y a la vez rival Roger Ebert estuvieron entre los más exitosos de la televisión norteamericana.

## Biografía
Nació en Chicago en el seno de una familia judía de origen ruso. Era el menor de tres hermanos y su padre murió cuando tenía cuatro años y su madre cuando contaba nueve, por lo que fue criado por sus tíos desde los diez años. Asistió a una de las Academias Culver y se graduó en filosofía en la Universidad de Yale en 1967. Allí conoció al ganador de un premio Pulitzer John Hersey, que le ayudó a conseguir un puesto en el Chicago Tribune en 1969. En 1975, Siskel se juntó con Roger Ebert, crítico de cine del Chicago Sun-Times, para presentar un programa en el canal local de televisión WTTW llamado Sneak Previews. Su sistema de «pulgar arriba, pulgar abajo» se convirtió pronto en una famosa característica suya, y fue parodiado en programas de humor como In Living Color y Bizarre, tiras de cómic como Calvin and Hobbes y películas como Hollywood Shuffle y Godzilla. Sneak Previews se expuso a una audiencia nacional cuando se traspasó a la PBS en 1978. En 1986 comenzó a presentar junto a Ebert Siskel & Ebert at the Movies, en el que estuvo hasta su muerte en 1999.

### Vida personal y muerte
En 1980, Siskel se casó con Marlene Iglitzen, por entonces productora de la CBS en Nueva York. Tuvieron dos hijas, Kate y Callie, y un hijo, Will. Era tío de Ed Siskel, abogado y consejero de la Casa Blanca durante la presidencia de Joe Biden.
En 1998, Siskel se sometió a cirugía por un tumor cerebral. Anunció el 3 de febrero de 1999 que se tomaría un descanso pero que volvería en otoño y declaró que «Tengo prisa por recuperarme porque no quiero que Roger pase más tiempo delante de la pantalla que yo».
El 20 de febrero de 1999 Siskel murió de complicaciones de otra cirugía a la edad de 53 años.

## Legado
En la ceremonia de los Óscar 1999, tras el montaje «In Memoriam» de cineastas fallecidos (que no incluía a Siskel ya que no era miembro de la Academia), la presentadora Whoopi Goldberg hizo un breve y espontáneo tributo a Siskel en el que dijo: «Gene, cariño, dondequiera que estés, esto es para ti», y realizó el gesto de «pulgar arriba» ante el aplauso del público.
Sus películas favoritas de todos los tiempos eran Saturday Night Fever y Dr. Strangelove. Solo salió de la sala de cine antes de tiempo en tres ocasiones durante su carrera profesional: durante la comedia de 1971 The Million Dollar Duck, la película de terror de 1980 Maniac, y la película de 1996 Black Sheep. Siskel, durante su larga asociación con Ebert, solo cambió su voto de una película en una ocasión. La película Broken Arrow había recibido inicialmente un «pulgar arriba» de Siskel, pero tras escuchar la crítica de Ebert, Siskel cambió de opinión y le dio un «pulgar abajo».